# Félix Ramananarivo
Félix Ramananarivo MS (* 16. Mai 1934 in Belanitra; † 12. Mai 2013) war Bischof von Antsirabé.

## Leben
Félix Ramananarivo trat der Ordensgemeinschaft der Missionare Unserer lieben Frau von La Salette bei und legte 1955 die ersten Gelübde ab. Er empfing am 14. August 1965 die Priesterweihe. 
Papst Johannes Paul II. ernannte ihn am 11. November 1994 zum Bischof von Antsirabé. Der Bischof von Ihosy, Jean-Guy Rakodondravahatra MS, weihte ihn am 18. Juni des nächsten Jahres zum Bischof; Mitkonsekratoren waren Philibert Randriambololona SJ, Erzbischof von Fianarantsoa, und Alwin Albert Hafner MSF, Bischof von Morombe. 
Am 13. November 2009 nahm Papst Benedikt XVI. sein altersbedingtes Rücktrittsgesuch an.